# Bryum aequabile
Bryum aequabile är en bladmossart som beskrevs av C. Müller 1882. Bryum aequabile ingår i släktet bryummossor, och familjen Bryaceae. Inga underarter finns listade i Catalogue of Life.